# Усів (Чорнобильський район)
Усів — колишнє село в Україні, за 11 км від ЧАЕС та за 25 км від колишнього райцентра — м. Чорнобиль, на лівому березі річки Прип'ять (в її заплаві), в Іванківському районі Київської області. До 1986 року село входило до Чорнобильського району та підпорядковувалося Новошепелицькій сільській раді.
Час виникнення села невідомий. 1864 року у 28 дворах мешкало 168 осіб, 1887 року — 254 особи.
1900 року у 63 дворах мешкало 327 мешканців, що займалися здебільшого хліборобством.
У селі було 3 вітряки та топчак. Підпорядковувалося Шепелицькій волості.
У 1920-30-і роки у селі було відкрито школу. Адміністративно село у 1960-1980-х роках підпорядковувалось Новошепелицькій сільській раді. На межі 1970-80-х рр. у селі проживало близько 180 мешканців. 
Напередодні аварії на ЧАЕС у селі проживало 159 жителів, було 76 дворів.
Після аварії на станції 26 квітня 1986 село було відселене внаслідок сильного забруднення, мешканці переселені в села Рудницьке та Лукаші Баришівського району.
Офіційно зняте з обліку 1999 року за відсутності населення.
Після Чорнобильської катастрофи село увійшло до 10-кілометрової зони відчуження.
З кінця лютого до 1 квітня 2022 року село було окуповане російськими військами.